# Novembre 1941 (guerre mondiale)
Chronologie de la Seconde Guerre mondiale
Octobre 1941 - Novembre 1941 -  Décembre 1941
- 4 novembre :
  - Fusion à Grenoble des réseaux de résistance Mouvement de la libération française d'Henri Frenay et Liberté de François de Menthon qui donne le réseau Combat
- La 170e division d'infanterie allemande prend Feodossia en Crimée.
- 6 novembre :
  - Discours de Staline à l'occasion du 24e anniversaire de la révolution d'Octobre. Pour la première fois depuis la révolution, il en appelle à l'église et aux héros de la Russie éternelle pour la défense du pays.
- 7 novembre :
  - Apparition du gel sur le front russe.
- 9 novembre :
  - Un convoi italien naviguant vers la Libye est entièrement coulé par les Britanniques.
- 12 novembre : 
  - Le groupe d'Armées Sud prend Rostov sur le Don
- 13 novembre :
  - En Russie, après la pluie et la boue la température tombe à -20°.
  - Le porte-avions britannique HMS Ark Royal est torpillé par le U-81 en Méditerranée.
- 15 novembre :
  - Les Allemands occupent la Crimée.
  - Les Allemands assiègent Sébastopol
  - 50 divisions allemandes montent à l'assaut de Moscou, située à 150 kilomètres de leurs positions de départ.
  - 2 000 soldats canadiens débarquent à Hong Kong pour renforcer sa défense.
- 16 novembre :
  - Parution du premier numéro de Témoignage chrétien
  - Le 42e corps d'armée allemande s'empare de Kertch en Crimée, l'Armée rouge se replie sur la péninsule de Taman.
  - Arrivée sur le front russe, à Stalino (actuelle Donetsk), de la première escadrille aérienne italienne, la 119e squadriglia
  - Le Special Air Service (SAS) par David Stirling effectue sa première opération.
- 18 novembre :
  - Offensive britannique sur la Cyrénaïque.
  - À la demande allemande, le général Weygand est limogé de son poste de délégué général en Afrique française et mis à la retraite. Il est remplacé par le général Juin.
- 21 novembre :
  - Attentat à Paris contre la Librairie Rive Gauche signé par des résistants communistes.
  - La 1re Panzer Armee du général von Kleist prend la ville de Rostov
- 22 novembre : 
  - Le Royaume-Uni envoie un ultimatum à la Finlande lui laissant le choix entre finir la guerre contre l'URSS ou affronter les Alliés.
  - Ouverture par les Soviétiques de la "Route de la vie" sur le lac Ladoga pour approvisionner Léningrad et évacuer les civils.

- 23 novembre :

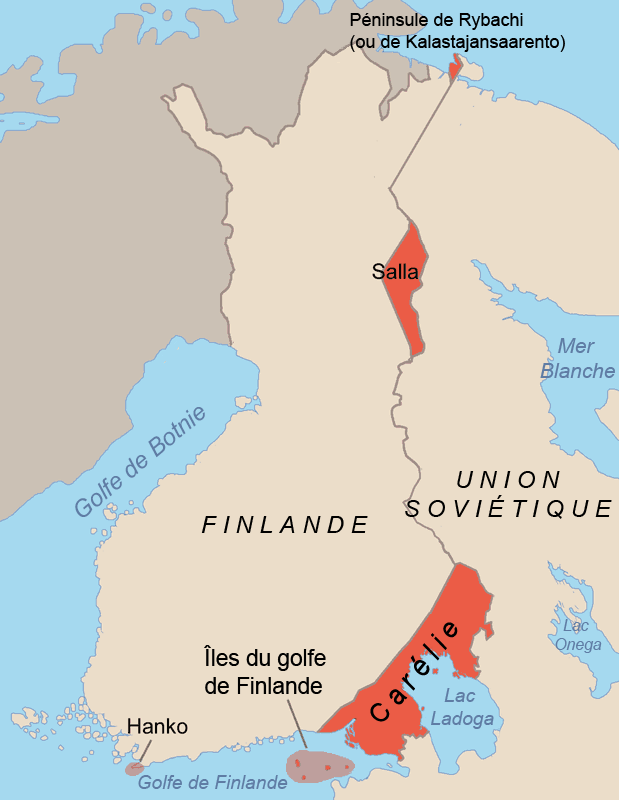
concessions territoriales finlandaises après la guerre d'Hiver.

  - À Auschwitz, première utilisation des chambres à gaz pour tuer des Juifs.
  - Des unités américaines s’emparent de la Guyane néerlandaise (avec l’accord du gouvernement néerlandais) pour contrôler ses mines de bauxite.
- 24 novembre :
  - Von Rundstedt, contrevenant aux ordres d'Hitler décide d'évacuer Rostov-sur-le-Don
  - L'amiral Stark, chef des opérations navales de l'US Navy, envoie un préavis d'état de guerre aux commandants des flottes du Pacifique et d'Asie.
- 25 novembre : 
  - Prise d'Uzice par les Allemands, les partisans sont chassés de Serbie.
  - Le pacte anti-Komintern est renouvelé pour 5 ans à Berlin. Les pays signataires sont l'Allemagne, l'Italie, le Japon, la Roumanie, la Hongrie, la Slovaquie, la Finlande, le Danemark, la Bulgarie, la Croatie, l'Espagne, le Mandchoukouo et le Gouvernement national réorganisé de la République de Chine.
  - Le cuirassé britannique HMS Barham est coulé par le U-331 en mer Ionienne.
- 27 novembre :
  - Déchéance des parlementaires français de confession juive.
- 28 novembre :
  - Rencontre entre Hitler et le grand mufti de Jérusalem, Hadj Amin al-Husseini à Berlin.
- 29 novembre : 
  - L’armée soviétique reprend Rostov-sur-le-Don.
  - La Finlande recouvre ses territoires annexés en 1939 par l'URSS
- 30 novembre : 
  - Un bombardier britannique coule le sous-marin allemand U-206 dans le golfe de Gascogne. C'est la première fois qu'un radar aérien permet de couler un sous-marin